# Oleg Grigorjevics Coj
Oleg Grigorjevics Coj (oroszul: Олег Григорьевич Цой; Taskenti terület, Üzbég SZSZK, 1944. május 26. – Moszkva, 2025. február 21.) koreai nemzetiségű szovjet, illetve orosz berepülőpilóta. Pályafutása során 35 típust repült.

## Élete és munkássága
A Szovjetunió részét képező Üzbég SZSZK-ban, a Taskenti terület  Yangiyoʻli járásának egyik kolhozában született 1944-ben. 1957-től a kazahsztáni Celinográdban (ma: Asztana, Kazahsztán fővárosa) élt.

### A szovjet hadsereg kötelékében
1962-ben lépett be a Szovjet Hadsereg kötelékébe. 1966-ban elvégezte a csernyigovi, katonai repülő-főiskolát. Ezt követően a Szovjet Légierő pilótájaként szolgált különféle beosztásokban. 1970 februárjától decemberig katonai tanácsadóként dolgozott Egyiptomban. Ennek során 42 bevetést hajtott végre MiG–21 vadászrepülőgépen, közülük két esetben légi harcra is sor került az izraeli légierő gépeivel szemben. Hazatérése után 1970–71-ben Lipeckben, a Szovjet Légierő felkészítő és átképző kísérleti központjában dolgozott repülő-oktatóként.
1971–1983 között a légierő kutatóintézeténél (NII VVSZ) dolgozott, ahol berepülőpilótaként közreműködött a Szu–15TM, a Szu–17M2, a Szu–24 és a Szu–25 repülési tesztjeinél. 1980-tól már vezető berepülőpilótaként dolgozott.

### A Szuhoj-tervezőirodánál
1984-ben került a Szuhoj-tervezőiroda berepülő-csoportjához. Részt vett a Szu–24, a Szu–25, a Szu–25UB, a Szu–27 és a Szu–39 harci repülőgépek berepülési programjaiban. Ő emelkedett először a levegőbe a tervezőiroda T–10M–1 prototípusával (később Szu–27M, majd Szu–35) 1988. június 28-án, valamint a T–10–26 prototípussal 1989. március 21-én.
Repülő-pályafutása során egy alkalommal katapultált. Röviddel a Szuhoj-tervezőirodához történt kerülését követően egy Szu–24 vadászbombázóval az extrém nagy állásszöggel való repülést próbálták ki, amellyel a tervezőiroda abban az időben kezdett el foglalkozni. Ennek során a „harang manőver”-t akarták végrehajtani. A gép azonban erős süllyedésbe kezdett, amelyet nem lehetett megállítani. A két pilóta sikeresen katapultált. A későbbi vizsgálat kiderítette, hogy a kormány hidraulikarendszerébe került kisméretű fémdarab okozta a balesetet.
Egy alkalommal a T–10M (Szu–35) géppel a légi utántöltő rendszer tesztjei alatt került balesetveszélyes helyzetbe. A gép dugóhúzóba került, de sikerült abból kivenni és sértetlenül leszállni.
Coj nevéhez nyolc repülési világrekord fűződik, melyeket 1987–1988 között állított fel a P–42-es (Szu–27) géppel. 1987. december 18-án emelkedési rekordot állított fel, amikor 2118 kg-os terheléssel 27,7 másodperc alatt emelkedett 2000 m-es magasságba. Majd 1988. április 19-én 1000 kg-os terheléssel 38 másodperc alatt érte el a 6000 m-es magasságot, május 17-én pedig – szintén 1000 kg-os terheléssel – 28, 48 és 59 másodperc alatt emelkedett 3000, 9000, illetve 12 000 m-re.
1991–1994 között a Szuhoj-tervezőiroda repülő szolgálatának a vezetője, majd később pedig a tervezőiroda berepülő bázisának a helyettes vezetője volt. Munkáját több kitüntetéssel is elismerték. 1999. április 16-án megkapta az Oroszországi Föderáció Hőse kitüntetést.